# Cratere Vinotonus
Vinotonus  è un cratere sulla superficie di Cerere.